# Olympia Looping
Az Olympia Looping egy hordozható acél hullámvasút. A pálya hossza 1250 m, legmagasabb pontja 32,5 m. Öt db hétkocsis vonat tartozik hozzá, minden kocsi négy férőhelyes. A német BHS és a Ingenieurbüro Stengel GmbH építette, először 1989-ben használták. Nevét onnan kapta, hogy oldalnézetből az öt hurokvágány az olimpiai ötkarikás logóra hasonlít. Ez a világ egyetlen öt fordulót tartalmazó hullámvasútja. Az utasokra az út során szokatlanul nagy, 5,2 G gyorsulás hat.
Területe 86,5 m × 38,5 m, legnagyobb magassága 38,5 méter, de a pálya magassága csak 32,5 méter. Egy teljes kör hossza 1250 méter, melyen a vonatok maximum 80 km/h sebességre gyorsulnak fel. Teljes tömege 900 t.
A müncheni Oktoberfest állandó látványossága.

## Balesetek
2008-ban az egyik vonat megállt az első hullámhegy tetején. Az utasokat a müncheni tűzoltók szabadították ki.
2022. március 29-én egy alkalmazottat ismeretlen okokból elgázolta az egyik gondolája, baleset következtében életét vesztette.